# Homoneura trifurcata
Homoneura trifurcata är en tvåvingeart som beskrevs av Mitsuhiro Sasakawa och Ikeuchi 1985. Homoneura trifurcata ingår i släktet Homoneura och familjen lövflugor. Inga underarter finns listade i Catalogue of Life.